# Gilles Loiselle
Pour l’article homonyme, voir Loiselle.
Gilles Loiselle, né le 20 mai 1929 à Ville-Marie et mort le 29 septembre 2022 à Montréal, est un administrateur, diplomate, fonctionnaire principal, journaliste et homme politique canadien originaire du Québec.

## Biographie
Né le 20 mai 1929 à Ville-Marie dans la région de l'Abitibi-Témiscamingue, Gilles Loiselle est diplômé du collège de Sudbury. Il est journaliste au Droit en 1954 jusqu'à 1956. Il est correspondant de Radio-Canada à Paris en 1965[réf. nécessaire] et participe à l'organisation de la visite du général de Gaulle au Québec en 1967. Il devient ensuite attaché de presse de la Délégation générale du Québec à Paris en 1968, nommé en novembre 1967. En 1971, il est consul général du Québec à Marseille. En 1972, nommé directeur général de la direction générale des communications gouvernementales du ministère des Communications. De 1977 à 1982, il est délégué général du Québec à Londres. Il est plus tard député du Parti progressiste-conservateur du Canada dans la circonscription fédérale de Langelier en 1988. Il sert comme ministre d'État aux Finances de 1989 à 1993 et président du Conseil du Trésor de 1990 à 1993 dans le cabinet de Brian Mulroney, ainsi que ministre des Finances en 1993 dans le cabinet de Kim Campbell. Il est défait dans la nouvelle circonscription de Québec par la bloquiste Christiane Gagnon en 1993.
Il meurt le 29 septembre 2022 à Montréal,.